# Stadion im. Jurija Gagarina w Czernihowie

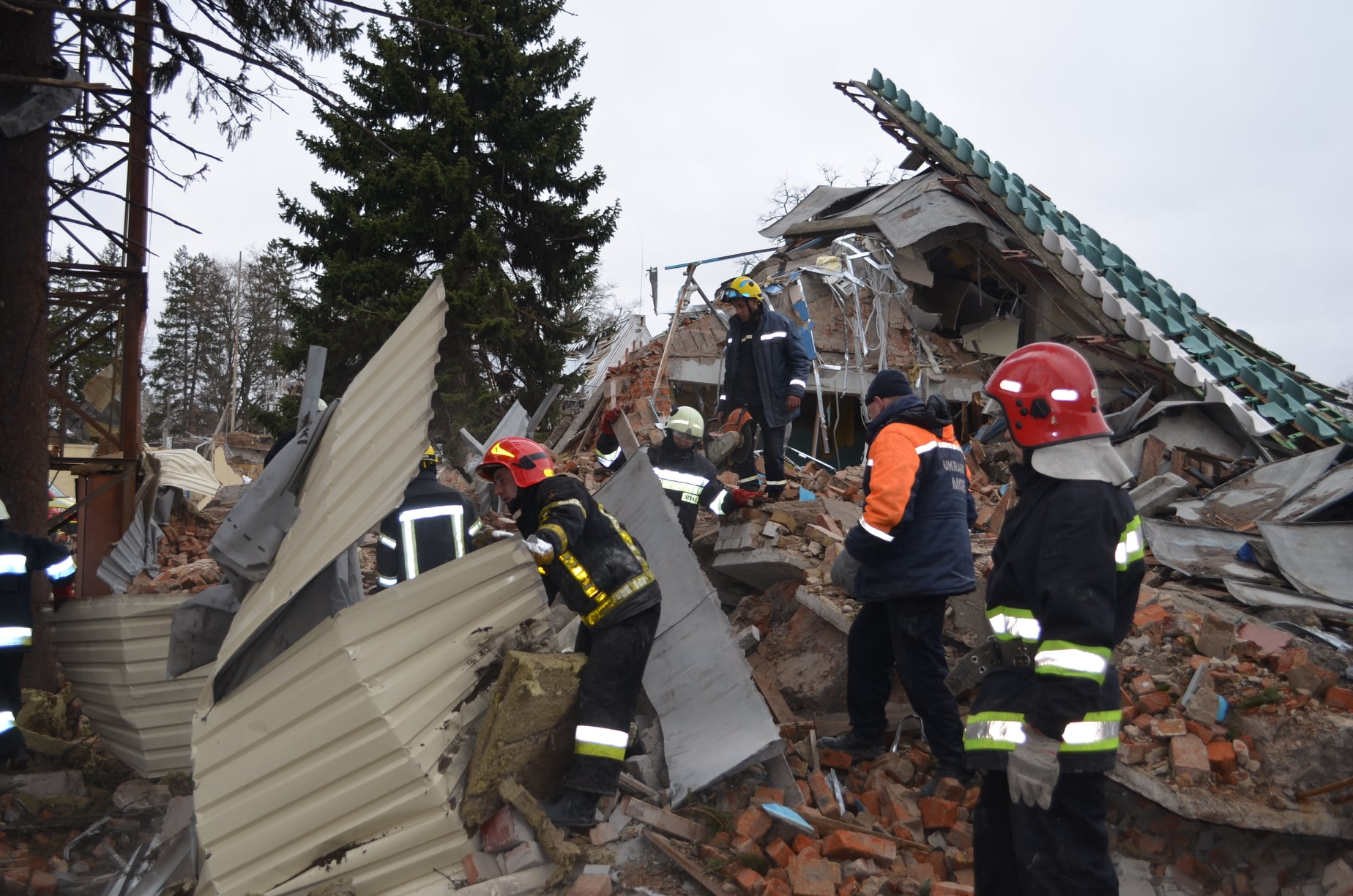
Stadion po bombardowaniach w 2022 roku

Stadion im. Jurija Gagarina (ukr. Стадіон імені Юрія Гагаріна) – wielofunkcyjny stadion w Czernihowie na Ukrainie.
Stadion w Czernihowie został zbudowany po zakończeniu II wojny światowej. W latach 60. XX wieku otrzymał nazwę im.Jurija Gagarina - pierwszego kosmonautę Ziemi. Po rekonstrukcji stadion dostosowano do wymóg standardów UEFA i FIFA, wymieniono stare siedzenia na siedzenia z tworzywa sztucznego. Rekonstruowany stadion może pomieścić 12 060 widzów. Domowa arena klubu Desna Czernihów.